# C.J. Elleby
Charles James „C.J.” Elleby (ur. 16 czerwca 2000 w Federal Way) – amerykański koszykarz, występujący na pozycji rzucającego obrońcy lub niskiego skrzydłowego, od 2023 zawodnik Bene Herclijja .
19 kwietnia 2023 został zawodnikiem izraelskiego Bene Herclijja. 

## Osiągnięcia
Stan na 25 października 2023, na podstawie, o ile nie zaznaczono inaczej.
NCAA
- Zaliczony do I składu:
  - Pac-12 (2020)
  - najlepszych pierwszorocznych zawodników Pac-12 (2019)
- Zawodnik kolejki Pac-12 (20.01.2020, 10.02.2020)
- Lider Pac-12 w:
  - średniej przechwytów (2020 – 1,8)
  - liczbie:
    - przechwytów (2020 – 56)
    - oddanych rzutów:
      - z gry (2020 – 498)
      - za 3 punkty (2020 – 212)